# 京福グループ
京福グループ（けいふくグループ）は、京阪ホールディングス株式会社の連結子会社である京福電気鉄道株式会社、および子会社の計7社で構成されている日本の企業グループである。京阪グループの一部を成す。運輸業、不動産業、レジャー・サービス業、その他の事業を主たる業務としている。京福グループの営んでいる主要な事業内容および事業の種類別セグメントとの関連は次の通りである。

## 運輸業

### 鉄軌道事業
- 京福電気鉄道株式会社（京都府京都市中京区）

### バス事業
- 京都バス株式会社（京都府京都市右京区）
- 京福バス株式会社（福井県福井市）

### タクシー業
いずれも、京福バスの完全子会社。
- ケイカン交通株式会社（福井県あわら市）
- 福井交通株式会社（福井県福井市）

## 建築・不動産業

### 建設業
- 京福不動産株式会社（福井県福井市）

### 不動産賃貸業
- 京福電気鉄道株式会社
- 京都バス株式会社
- 京福不動産株式会社

## レジャー・サービス業

### 旅行業
- 京福バス株式会社

### 観光･ホテル業、ボートレース場施設経営
- 三国観光産業株式会社（福井県坂井市）
  - 越前松島水族館（福井県坂井市）
  - BOATRACE三国（福井県坂井市）
- ホテル京福　京福電気鉄道が所有、京福不動産が運営。2018年3月に福井駅東口にある「ターミナルホテルフクイ」を取得して改称[2]。

### 飲食業
- 京福電気鉄道株式会社
- 京福バス株式会社

## その他の事業

### 保険代理業
- 京福不動産株式会社

### 物販業
- 京福不動産株式会社

### 自動車整備業
- 京福バス株式会社

### 石油類・LPガス販売
- 京福不動産株式会社

## 過去のグループ企業
グループ内他企業に合併または廃止
- 京都バスタクシー株式会社（京都府京都市南区）[3]
- 京福タクシー株式会社（福井県福井市）[4]
- 京福リムジンバス株式会社（石川県加賀市））[5]
- 京福商事株式会社（福井県福井市）[6]

グループ外へ
- 三国観光ホテル（現・三国オーシャンリゾート&ホテル） - 三国観光産業の一部門だったが売却。